# Assemblée métropolitaine de Budapest
L'Assemblée métropolitaine de Budapest (en hongrois : Budapest Fővárosi Közgyűlés) est l'assemblée délibérante de Budapest, composée par les bourgmestres d'arrondissements et des conseillers représentants les forces politiques en présence. Présidée par le Bourgmestre principal de Budapest, elle définit les orientations et dirige l'administration de la Collectivité métropolitaine de Budapest. L'assemblée métropolitaine dispose de son propre siège, distinct de celui de la collectivité : il est situé dans l'immeuble dénommé Nouvel Hôtel de ville, sur Váci utca.